# Agapetes variegata
Agapetes variegata là một loài thực vật có hoa trong họ Thạch nam. Loài này được (Roxb.) D.Don ex G.Don mô tả khoa học đầu tiên năm 1834.